# Mapillary
Mapillary — сервис для обмена фотографиями с геометками, разработанный Mapillary AB, расположенной в Мальмё, Швеция. Его создатели хотят представить весь мир (не только улицы) фотографиями, используя краудсорсинг. В июне 2020 года Mapillary AB была приобретена компанией Meta (на тот момент — Facebook, Inc.).

## История
Проект стартовал в сентябре 2013, приложение для iPhone было выпущено в ноябре 2013, затем было выпущено приложение для платформы Android в январе 2014.
В январе 2015 Mapillary получил стартовый капитал в размере $1,5 млн от группы инвесторов, возглавляемой Sequoia Capital

## Функции
Mapillary предлагает различные режимы съемки, включая ходьбу, езду (велосипед или автомобиль) или панораму. 10 сентября 2014 Mapillary объявил, что они теперь поддерживают панорамы и фотосферы.
По состоянию на май 2014, у Mapillary было около 0.5 миллиона фотографий, а к декабрю 2014 насчитывалось свыше 5.5 миллионов. По состоянию на март 2015 было 10 миллионов фотографий, к 11 июня 2015 у Mapillary было более 20 миллионов фотографий, а к 9 августа более 30 миллионов. «Живой» счетчик расположен на главной странице их веб-сайта.

## Лицензия
Изображения на Mapillary могут быть использованы в соответствии с лицензией Creative Commons Attribution-ShareAlike 4.0 (CC-BY-SA). Существуют специальные разрешения на получение данных из фотографий для вклада в OpenStreetMap и Викисклад. GPX треки могут быть использованы без ограничений, полученные данные можно использовать в соответствии с ODbL.
29 апреля 2014 лицензия была изменена с CC-BY-NC на CC-BY-SA.
Mapillary планирует получать доход за счет лицензирования данных, генерируемых пользователями, для компаний.
В июне 2020 года Mapillary AB была приобретена компанией Meta (на тот момент — Facebook Inc.).